# Moses Inwang
Moses Inwang es un director de cine, productor, editor y guionista nigeriano conocido por las películas clásicas que hablan de los males de la sociedad y problemas que raras veces se documentan en las películas nigerianas. El primer reconocimiento destacado de Inwang llegó cuando dirigió el thriller psicológico Torn, también producido por él y estrenado en cines de todo el país en 2013. Con múltiples nominaciones, premios y el reconocimiento de esa película, pasó a dirigir y producir otros proyectos como Damage, Cold Feet, Stalker, Last 3 digits, Alter Ego, Crazy People, American Driver, Unroyal y finalmente Merry Men 2; la exitosa película de Ayo Makun, una de las más taquilleras de 2019 en Nigeria con una suma de 240 millones de nairas.

## Carrera
Con más de dos décadas de carrera, obtuvo su primer crédito cinematográfico en 1998 cuando coprodujo Two Good Men. En 2004 fundó su productora, Sneeze Films. En 2008, dirigió Lost Maiden, una película que llevó el controvertido tema de la circuncisión femenina a un primer plano, encabezando la discusión social. Luego realizó Save Our Souls, una película educativa sobre el cáncer. También dirigió y coprodujo Damage en 2011, abordando el tema de la violencia doméstica, una película que recibió múltiples nominaciones y se llevó premios en Florida, EE. UU.
El thriller psicológico Torn, estrenado en 2013, le valió a él y a la mayoría de los actores que la protagonizaron, muchas nominaciones a premios y reconocimientos. Recibió nueve nominaciones en los premios GIAMA en Houston, Texas y seis nominaciones en los premios Best Of Nollywood. En 2012, Damage lo llevó a ser nominado como mejor director en los premios Oscar africanos celebrados en Florida, EE. UU., mientras que la cinta ganó el premio a la mejor película. En 2013, ganó el premio City People como mejor director. En 2014, quedó registrado como el primer director de Nollywood en recibir dos nominaciones como mejor director en los Nollywood Movies Awards.
The Last 3 Digits, fue nominada a la mejor comedia en los Premios de la Academia Africana de Cine AMAA en 2015 y fue elegida entre las pocas seleccionadas de Nollywood que se proyectaron en la Nollywood Week Paris. Su película Stalker, un drama romántico estrenado en Nigeria el 26 de febrero de 2016, recibió diez nominaciones y ganó tres premios en los Golden Icons Academy Movie Awards 2015.
American Driver, de su productora Sneeze Films, recibió un premio como mejor comedia en The Peoples Film Festival, Harlem New York. También fue nominada a "Comedia del año" en los premios Best of Nollywood Awards 2017.
En 2017, Alter Ego, producida y dirigida por él, se hizo con el premio a la película más destacada en el Festival Internacional de Cine de África AFRIFF. También ganó en la categoría Mejor Director en el Festival Internacional de Cine de Nollywood de Toronto y el premio al Mejor Guion en los premios Africa Magic Viewers Choice Awards. Alter Ego también recibió el premio a la mejor película internacional en The Peoples Film Festival NY.
En 2018, produjo Crazy People que se convirtió en una de las diez películas más taquilleras del año. Posteriormente, estrenó la película romántica Cold Feet.

## Premios y nominaciones
| Año  | Evento                                      | Categoría                                             | Título          | Resultado | Ref.   |
| ---- | ------------------------------------------- | ----------------------------------------------------- | --------------- | --------- | ------ |
| 2012 | African Oscars Awards, Florida, USA         | Mejor película                                        | Damage          | Ganador   | [ 22 ] |
| 2012 | African Oscars Awards                       | Mejor Director                                        | Damage          | Nominado  |        |
| 2013 | City People Entertainment Awards            | Mejor Director                                        | Torn            | Ganador   | [ 23 ] |
| 2013 | 2013 Golden Icons Academy Movie Awards      | Best Motion                                           | Torn            | Nominado  |        |
| 2013 | 2013 Golden Icons Academy Movie Awards      | Mejor Drama                                           | Torn            | Nominado  |        |
| 2013 | 2013 Golden Icons Academy Movie Awards      | Mejor actriz de reparto                               | Torn            | Nominado  |        |
| 2013 | 2013 Golden Icons Academy Movie Awards      | Mejor actor de reparto                                | Torn            | Nominado  |        |
| 2013 | 2013 Golden Icons Academy Movie Awards      | Mejor director de imagen                              | Torn            | Nominado  |        |
| 2013 | 2013 Golden Icons Academy Movie Awards      | Productor del año                                     | Torn            | Nominado  |        |
| 2014 | Golden Icons Academy Movie Awards (GIAMA)   | Mejor guion                                           | Last 3 Digits   | Ganador   |        |
| 2015 | Golden Icons Academy Movie Awards (GIAMA)   | Mejor película (Drama)                                | Stalker         | Ganador   |        |
| 2016 | Zulu African Film Academy Awards            | Mejor Director                                        |                 | Ganador   | [ 24 ] |
| 2017 | Best of Nollywood Awards                    | Comedia del año                                       | American Driver | Nominado  |        |
| 2017 | The People's Choice Awards                  | Mejor Comedia                                         | American Driver | Ganador   |        |
| 2018 | Africa Magic Viewers' Choice Awards (AMVCA) | Mejor escritor (cine o serie de televisión)           | Alter Ego       | Ganador   |        |
| 2018 | Best of Nollywood Awards                    | Director del año                                      | Body Language   | Nominado  | [ 25 ] |
| 2020 | 2020 Hollywood African Prestigious Awards   | Mejor director en una película independiente (África) | Unroyal         | Ganador   | [ 26 ] |

## Filmografía
| Año  | Título          | Rol         | Protagonistas |
| ---- | --------------- | ----------- | --- |
| 1998 | Two Good Men    | Coproductor | Tony Umez, Ernest Obi, Stephnora Okere |
| 2004 | Save My Soul    | Director    | Ndidi Obi, Zach Orji |
| 2008 | Lost Maiden     | Director    | Omotola Jalade, Bimbo Akintola, Kalu Ikeagwu |
| 2017 | American Driver | Director    | Evan King, Jim Iyke, Anita Chris |
| 2017 | Alter Ego       | Director    | Omotola Jalade, Wale Ojo, Jide Kosoko; Emem Inwang, Kunle Remi                                                                                              |
| 2018 | Crazy People    | Director    | Ramsey Nouah, Chigul, Desmond Elliot, Kunle Afolayan |
| 2019 | Cold Feet       | Director    | Jim Iyke, Joselyn Dumas, Enyinna Nwigwe, Beverly Naya, Femi Adebayo                                                                                         |
| 2019 | Merry Men 2     | Director    | Jim Iyke, Ayo Makun, Ramsey Nouah |
| 2020 | Unroyal         | Director    | Pete Edochie, Shaffy Bello, Matilda Lambert, Blossom Chukwujekwu, Ik Ogbonna, Femi Adebayo Salami, Ime Bishop Umoh, Abayomi Alvin, Linda Osifo, Emem Inwang |
| 2021 | Lockdown        | Director    | Omotola Jalade-Ekeinde, Sola Sobowale, Chioma Akpotha, Deyemi Okanlawon, Nobert Young, Charles Awurum, Ini Dima-Okojie, Jide Kene Achufusi                  |
| 2021 | Bad Comments    | Director    | Jim Iyke, Osas Ighodaro, Sharon Ooja, Ini Edo, Ayo Makun, Yemi Blaq, Chikwetalu Agu, Patience Ozokwor, Edward Chukwuma-Jiah, Ben Lugo Touitou,              |